# Flamberen (culinair)

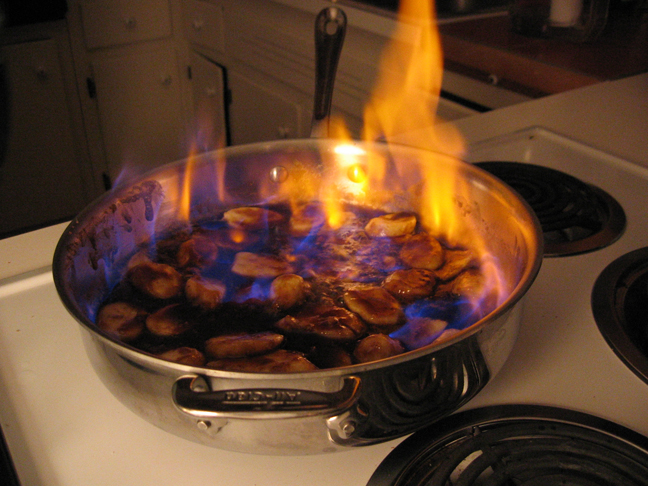
Flamberen van een gerecht

Flamberen is een techniek uit de Franse keuken waarbij aan een gerecht een alcoholische drank wordt toegevoegd die men vervolgens laat ontbranden. Het doel is om de smaak van het gerecht te verbeteren. In de meeste gevallen wordt er sterkedrank toegevoegd. Omdat sterkedrank nogal een overheersende alcoholsmaak heeft, laat men deze ontbranden zodat de alcohol (gedeeltelijk) uit het gerecht zal verdwijnen. De overige smaak gevende stoffen van de drank blijven aanwezig in het gerecht. Flamberen wordt weleens bij gasten aan tafel gedaan vanwege het spectaculaire effect. We noemen dit een tafelbereiding.
Volgens onderzoek zou mogelijk ook hetzelfde effect bereikt kunnen worden door de drank enige tijd te verwarmen, om zo de alcohol (gedeeltelijk) te laten verdampen. Het branden zou verder geen invloed hebben op het voedsel.
Flamberen is vanouds ook het afschroeien van dons en haren van een geslacht dier (meestal gevogelte) boven een vlam.